# 유단 (연날왕)
연날왕 유단(燕剌王 劉旦, ? ~ 기원전 80년)은 중국 전한의 황족이자 제후왕으로, 마지막 연왕이다. 무제와 이희의 아들로 광릉여왕 유서의 동복 형이다. 두 차례 찬탈 계획을 세웠으나 실패했다.

## 사적

### 좌절된 황태자의 꿈
원수 6년(기원전 117년)에 형제인 제회왕 유굉·광릉여왕 유서와 함께 왕에 봉해져 연나라를 받았다.
여태자 유거와 제회왕 유굉이 모두 죽자 자신이 마땅히 태자가 돼야 한다고 생각해 숙위를 맡기를 구했다. 그러나 무제의 노를 사 감금됐고, 망명자를 숨겨준 데 연루돼 양향(良鄕)·안차(安次)·문안(文安) 세 현을 봉토에서 삭감당했다. 이렇게 자신이 무제의 눈밖에 났기 때문에 태자는 막냇동생 소제가 됐다.

### 1차 찬탈 시도
무제가 죽고 소제가 즉위해 제후왕들에게 새서를 반포하자, 곡하지 않고 변고가 의심스럽다 해 총신 수서장(壽西長)·손종지(孫縱之)·왕유(王孺) 등을 서울 장안으로 보냈다. 이들은 집금오 곽광의에게 물어 새 황제가 즉위했음을 확인하고 돌아와 보고했다. 그러자 여전히 괴이쩍은 상황이라고 말하며 중대부를 서울로 보내 무제의 공덕을 칭송하며 군국에 사당[廟]을 세우자고 상소했다. 집정을 맡은 대장군 곽광은 연왕을 회유하고자 3천만 전을 내리고 1만 3천 호를 증봉했으나, 유단은 여전히 황제가 되지 못함에 분노했다. 마침내 중산애왕의 아들 유장(劉長)과 제효왕의 손자 유택(劉澤) 등과 모의하고, 무제의 조서를 받았다고 속여 관료들의 직무를 맡아(원래, 당시의 제후왕은 상당히 권한이 축소돼 나라를 통치할 수 없었다) 무기를 갖추었다.
군신들에게 명령해 옛 연나라의 소공·소왕·양왕을 언급하며 이들과 같이 될 수 있도록 나라를 통치할 방법을 물었다. 대부분의 신하들은 사절했으나 낭중 성진(成軫)은 예전 여씨를 타도하고 문제를 옹립했을 때 대신들이 소제(少帝)와 그 형제 제후왕들을 혜제의 소생이 아니라 한 것처럼 지금의 황제 소제(昭帝)도 무제의 소생이 아니라 주장하자고 했다. 곧 유택과 함께 모의해 무제의 아들이 아닌 가짜 황제 소제와 그를 옹립한 대신들을 쳐야 한다고 주장하고, 군국에 글을 뿌려 백성들을 동요하게 했다. 유택은 임치로 돌아가 연왕과 호응할 준비를 했고, 유단은 무기를 갖추고 사람을 모으고 대대적으로 사냥을 실시해 군사를 훈련하며 때를 기다렸다. 낭중 한의(韓義) 등이 반대하자 한의 등 15명을 죽였다.
그러나 치천정왕의 아들 병경후 유성이 유택의 음모를 알아차리고 청주자사 준불의에게 고했다. 준불의는 유택을 잡아들였고, 소제는 대홍려승(大鴻臚丞)을 보내 조사하니, 연왕도 연루됐음이 드러났다. 다만 연왕은 처벌을 면했고, 유택 등은 복주됐으며, 유성은 봉읍을 더 받았다. 한서 소제기에서는 소제가 즉위하고 개원한 시원 원년(기원전 86년) 8월에 “유택이 모반해 준불의를 죽이려 했다 발각돼 복주했다”라고만 서술해 연날왕과의 연관성을 숨겼다.

### 2차 찬탈 시도
소제는 즉위할 때 나이가 어려, 죽기 전에 무제가 대장군 곽광에게 보정하게 하고 거기장군 김일제와 좌장군 상관걸을 부로 삼았다. 그런데 상관걸·상관안 부자는 곽광과 정권을 놓고 다투는 사이가 돼, 연날왕의 누나 악읍장공주와 함께 곽광을 원망했다. 이에 이들은 유단과 몰래 교통하고, 유단은 손종지 등 10여 명을 보내 뇌물을 누나에게 줬다. 상관걸은 또 어사대부 상홍양과 짜고 유단과 함께 곽광의 실정을 들추어내 소제에게 상소했다. 그러나 당시 14세에 불과한 소제는 유단의 상소의 거짓됨을 간파하고 곽광을 가까이하고 상관걸을 멀리했다.
처지가 궁해진 상관걸 일당은 곽광을 죽이고 소제를 폐위하고 연날왕을 황제로 삼기로 하고 연날왕에게 전했다. 연날왕은 상관걸을 왕으로 삼기로 허락하고 호걸들을 모아 준비했다. 그러나 연나라에 이런저런 변괴가 일어나 연날왕은 한때 앓았다 나았으며 점차 불안한 마음을 품었다. 그러다가 갑주(악읍장공주)의 사인의 아버지 연창(燕倉)이 이 모의를 알아 상소해, 원봉 원년(기원전 80년) 9월, 악읍장공주·상관걸·상관안·상홍양 등은 반란 모의로 복주됐다. 이 소식을 듣고 근심해 빈객과 군신과 비첩을 모아 연회를 열고 노래를 불러 탄식하니, 화용부인(華容夫人)이 춤추며 답했고 좌중의 모든 사람이 울었다. 사면령이 내려졌으나, 이를 읽어보고 “아아! 관리와 백성을 사면하는 것이지, 나는 아니다.”라고 하고 왕후와 비첩들을 모아 명광전(明光殿)에 가 자결하려 했다. 좌우에서 죽지는 않고 봉국만 깎일 것이라고 말렸고 왕후와 희첩들도 울며 말렸다. 그러나 황제는 또 새서를 내려 연날왕을 꾸짖었고, 이를 받은 연날왕은 연국상과 질이천석들에게 사죄하고 목을 매 자결했다. 왕후와 부인 등 20여 명도 따라 자결했다. 소제는 태자 건을 사면해 서인으로 삼고 유단의 시호를 '날'로 정해주었다. 연날왕은 재위 38년(기원전 80년) 만에 주살됐고 연나라는 폐지됐다.
6년 후, 선제가 즉위하면서 연날왕의 두 아들 유경과 유현을 후작으로 봉했다. 옛 태자 건은 연날왕과 마찬가지로 모반을 일으켰다 죽은 광릉여왕 유서의 옛 태자인 유패와 함께 본시 원년(기원전 73년)에 왕으로 봉해져 광양 땅을 받았다.

## 가계
- 전한 무제
  - 연날왕 유단
    - 광양경왕 유건
    - 안정여후 유현
    - 신창절후 유경

안정여후는 본시 원년(기원전 73년) 7월 임자일에 거록군 땅으로, 신창절후는 4년(기원전 69년) 5월 계축일에 탁군 땅으로 봉해졌다.